# Papoušek hnědohřbetý
Papoušek hnědohřbetý nebo též tepuj černohřbetý (Touit melanonotus) je druh papouška žijícího v Jižní Americe. Spolu s dalšími sedmi druhy papoušků tvoří rod Touit. Papoušek hnědohřbetý se vyskytuje vzácně a je velmi nenápadný, proto o něm není známo mnoho údajů.

## Výskyt

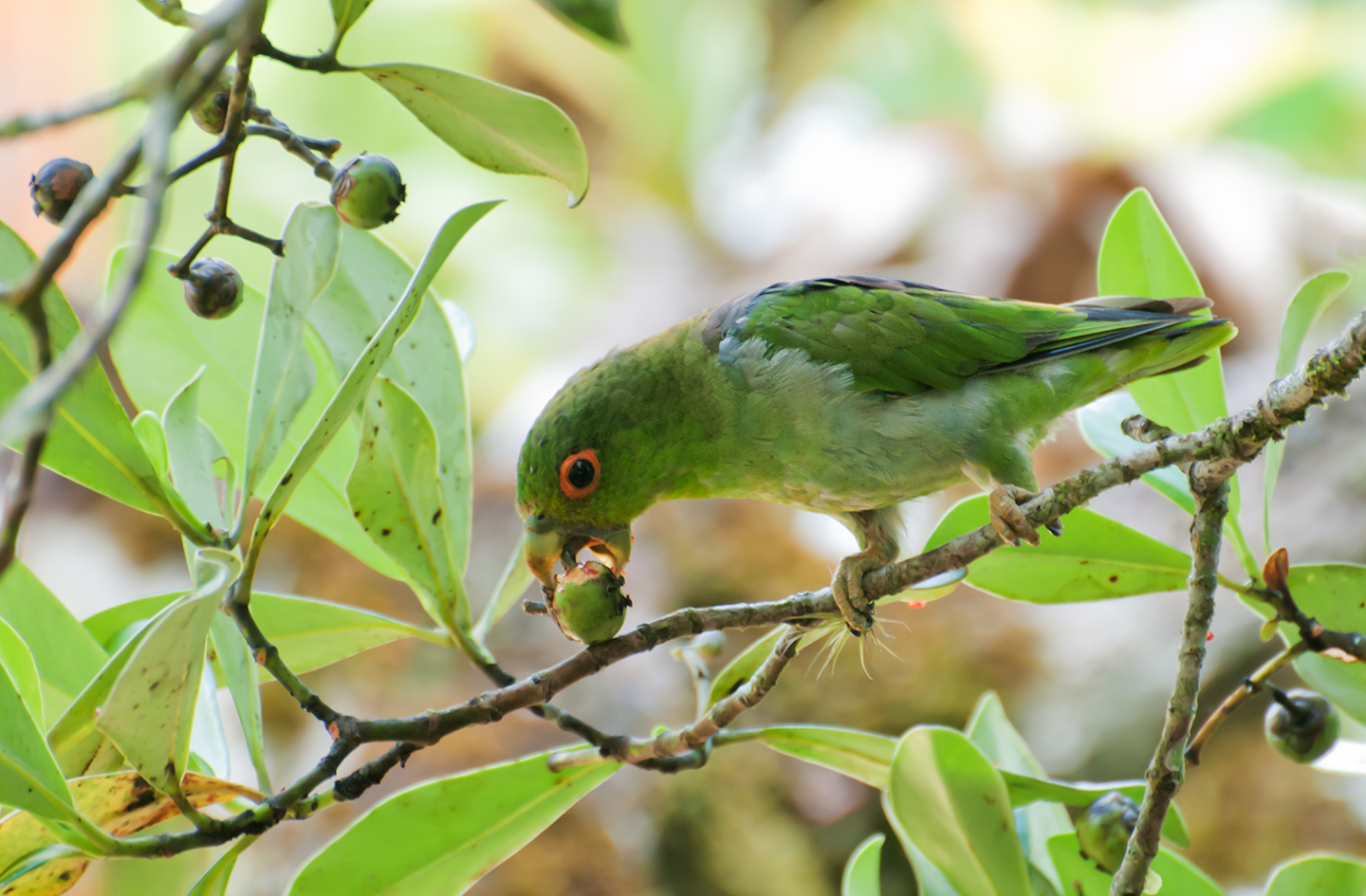
Papoušek hnědohřbetý při konzumaci plodu

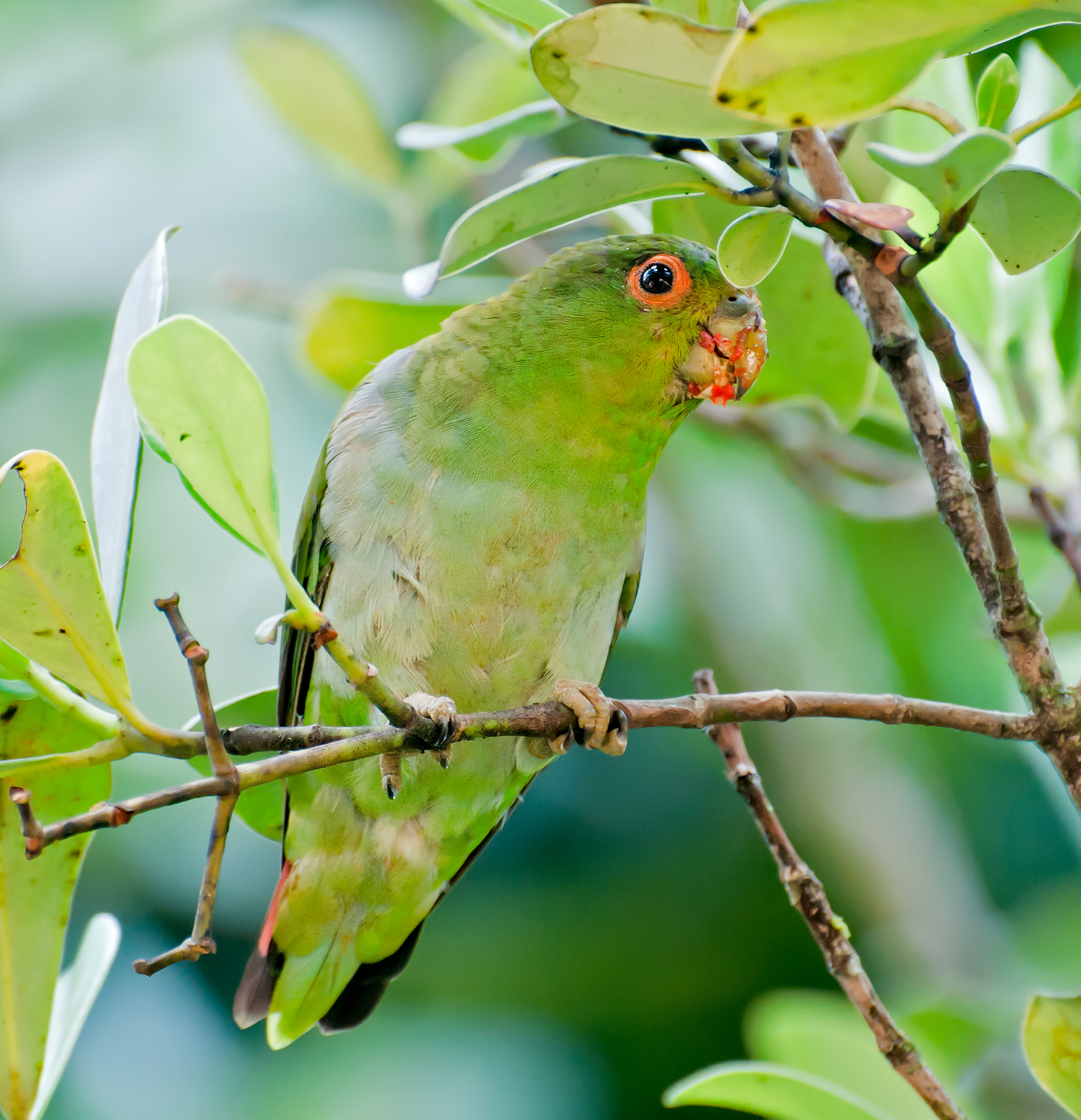
Papoušek hnědohřbetý na větvi

Papoušek hnědohřbetý se vyskytuje v jihovýchodní Brazílii, ve státech Bahia, Espírito Santo, Rio de Janeiro a São Paulo. Obývá vlhké lesy v nadmořské výšce 500 až 1200 metrů (v národním parku Itatiaia až ve výšce 1400 m), často v menších skupinách dosahujících tří až deseti jedinců.

## Vzhled
Papoušek hnědohřbetý dosahuje výšky 15 cm. Je zbarven převážně zeleně, avšak zadní část křídel je tmavě modrá a tmavě hnědá až černá. Ocas je zelený s částečně červenými a částečně zelenými rýdovacími pery. Běháky jsou světle šedé až béžové, zobák je žlutý, ozobí tmavě šedé, kolem oka s černou duhovkou je výrazný oranžový oční kroužek. Mladí ptáci se od dospělých odlišují tím, že je jejich oční kroužek zbarven méně výrazně a ozobí je zbarveno dorůžova, mezi samicemi a samci neexistuje žádný pohlavní dimorfismus.

## Chování
Papoušci hnědohřbetí pravděpodobně hnízdí v období mezi zářím a říjnem. Živí se zejména různými semeny a ovocem.